# Kaleidoscope (米倉千尋のアルバム)
『Kaleidoscope』（カレイドスコープ）は、米倉千尋の11枚目のアルバムである。

## 収録曲
1. Kaleido Earth
  - 作詞・作曲：米倉千尋、編曲：高山和芽
2. 青空とキミへ
  - 作詞・作曲：米倉千尋、編曲：高山和芽
  - 26thシングル曲。
3. Sailing
  - 作詞：米倉千尋、作曲：尾飛良幸、編曲：高山和芽
4. tsubomi
  - 作詞・作曲：米倉千尋、編曲：高山和芽
  - ラジオ「SMILE GO HAPPY」から生まれた曲で、リスナー（ホークス）のエピソードを元に作られた。
5. Happy Happy Birthday
  - 作詞：米倉千尋、作曲：AKIRASTAR、編曲：高山和芽
6. Dear my friend
  - 作詞・作曲：米倉千尋、編曲：高山和芽
7. ライオンの翼
  - 作詞：米倉千尋、作曲・編曲：日比野則彦
  - 27thシングル曲。
  - PlayStation 2ゲーム「エルヴァンディアストーリー」主題歌。
8. True Name
  - 作詞：松井五郎、作曲：米倉千尋、編曲：高山和芽
  - 朴璐美の1stミニアルバム「ぼくとキミと果てなき空」収録曲のセルフカバーである。
9. 恋の時間
  - 作詞：渡辺なつみ、作曲・編曲：高山和芽
10. 胸いっぱいの愛
  - 作詞：米倉千尋、作曲：市川淳、編曲：高山和芽
11. ボクはShine!!
  - 作詞・作曲：米倉千尋、編曲：高山和芽
  - 『青空とキミへ』カップリング曲。
12. 栞
  - 作詞・作曲：米倉千尋、編曲：高山和芽
  - 『ライオンの翼』カップリング曲。